# North of Scotland Championships 1968
Die North of Scotland Championships 1968 im Badminton fanden Mitte März 1968 in Aberdeen statt.

## Austragungsort
- Music Hall Aberdeen

## Finalresultate
| Disziplin    | Sieger                      | Finalist                      | Ergebnis            |
| ------------ | --------------------------- | ----------------------------- | ------------------- |
| Herreneinzel | Sture Johnsson              | Kurt Johnsson                 | 12:15, 15:12, 15:10 |
| Dameneinzel  | Eva Twedberg                | Muriel Woodcock               | 11:1, 11:0          |
| Herrendoppel | Roger Powell David Eddy     | Mac Henderson Robert McCoig   | 15:3, 15:7          |
| Damendoppel  | Helen Kelly Muriel Woodcock | Maureen Hume Mary Thompson    | 7:15, 15:6, 15:10   |
| Mixed        | Mac Henderson Mary Thompson | Robert McCoig Muriel Woodcock | 18:16, 15:18, 15:6  |